# Present Arms
Present Arms é o segundo álbum de estúdio da banda UB40, lançado em junho de 1981.

## Faixas
Todas as músicas por UB40.
1. "Present Arms"	- 4:08
2. "Sardonicus" - 4:29
3. "Don't Let It Pass You By" - 7:45
4. "Wild Cat" - 3:01
5. "One in Ten" - 4:32
6. "Don't Slow Down" - 4:28
7. "Silent Witness" - 4:15
8. "Lambs Bread" - 4:48
9. "Don't Walk on the Grass" - 5:07
10. "Doctor X" - 5:20